# M53/59 Praga
Die M53/59 Praga ist ein tschechisches mobiles Flugabwehr-Waffensystem mit zwei Flugabwehrkanonen, in der Tschechoslowakei bekannt unter der Bezeichnung Praga PLDvK vz. 53/59 (abgekürzt aus „protiletadlový dvojkanón“ für Flugabwehrkanone) oder dem Beinamen „Ještěrka“ (Eidechse).

## Geschichte
In den 1950er-Jahren entwickelten tschechische Konstrukteure das M53/59-Flugabwehrwaffensystem. Als Basis diente der Lkw Praga V3S. Grundsätzlich verfolgten die tschechischen Konstrukteure das Ziel, aus der Abhängigkeit von sowjetischen Waffenlieferungen zu entkommen. Das Fahrzeug sollte die sowjetische ZSU-57-2 ablösen. Neben einer Variante als Sechsradfahrzeug wurde auch ein Vollkettenfahrzeug entwickelt. Hauptaufgabe des Waffensystems war der Objektschutz, das heißt die Verteidigung vor allem von Flugfeldern, Fabriken und anderer wichtiger Infrastruktur. 
Entwickelt wurde das System aus der in den Werken Zbrojovka Brno für die Wehrmacht während des Krieges produzierten Flak 3-cm-Flakzwilling 303 (Br 303) der ursprünglich auf eine Entwicklung von Krieghoff zurückgeht. Sie diente nach dem Krieg als Grundlage für den Prototyp ZK 454, aus dem schließlich das System PLDvK vz. 53/59 (NATO-Codename: M53/59) entstand. Aufgrund von Umschichtungen in der Rüstungswirtschaft wurde die Herstellung der Kanone an die Werke Zbrojovka Vsetín abgegeben, sie lief ab Juni 1956 als Serienproduktion an.
In den Kriegen der 1990er-Jahre im ehemaligen Jugoslawien wurde die M53/59 häufig von allen Seiten eingesetzt.

## Technik
Der M53/59 basiert auf dem Allrad-Lkw Praga V3S (6×6). Führerhaus und Chassis wurden gepanzert (10 mm). Als Bewaffnung dienen zwei Maschinenkanonen im Kaliber 30 mm. Die zwei Schusswaffen wurden auf dem Heck in einem offenen Geschützstand montiert. Das so entstandene Geschütz hat einen Seitenrichtbereich von 360°.
Das M53/59 ist ein Schönwettersystem ohne IR-Ausrüstung und Radar. Das Geschütz hat eine effektive Reichweite von 3500 m als Luftabwehrgeschütz (maximal 6300 m) und 2000 m im Bodenkampf (maximal 9700 m). Die theoretische Schussfolge liegt bei 450 Schuss in der Minute, effektiv 120 Schuss/min.

## Nachteile
Hauptnachteil dieses Waffensystems ist die eingeschränkte Geländegängigkeit. Querfeldeinoperationen gepanzerter Kräfte (Panzer oder Schützenpanzer) werden stark behindert. Hinzu kommt, dass das M53/59 ein absolutes Schönwettersystem ist. Das System ist nur in der Lage, gesichtete Objekte effektiv zu bekämpfen. Radar muss gesondert mitgeführt werden. Aber selbst dann ist M53/59 nur gewarnt. Der Angreifer muss von der Besatzung mit Sichtmitteln geortet werden, um bekämpft werden zu können.
Trotz dieser Nachteile erwies sich M53/59 als ein recht beliebtes Waffensystem.

## Nutzerländer

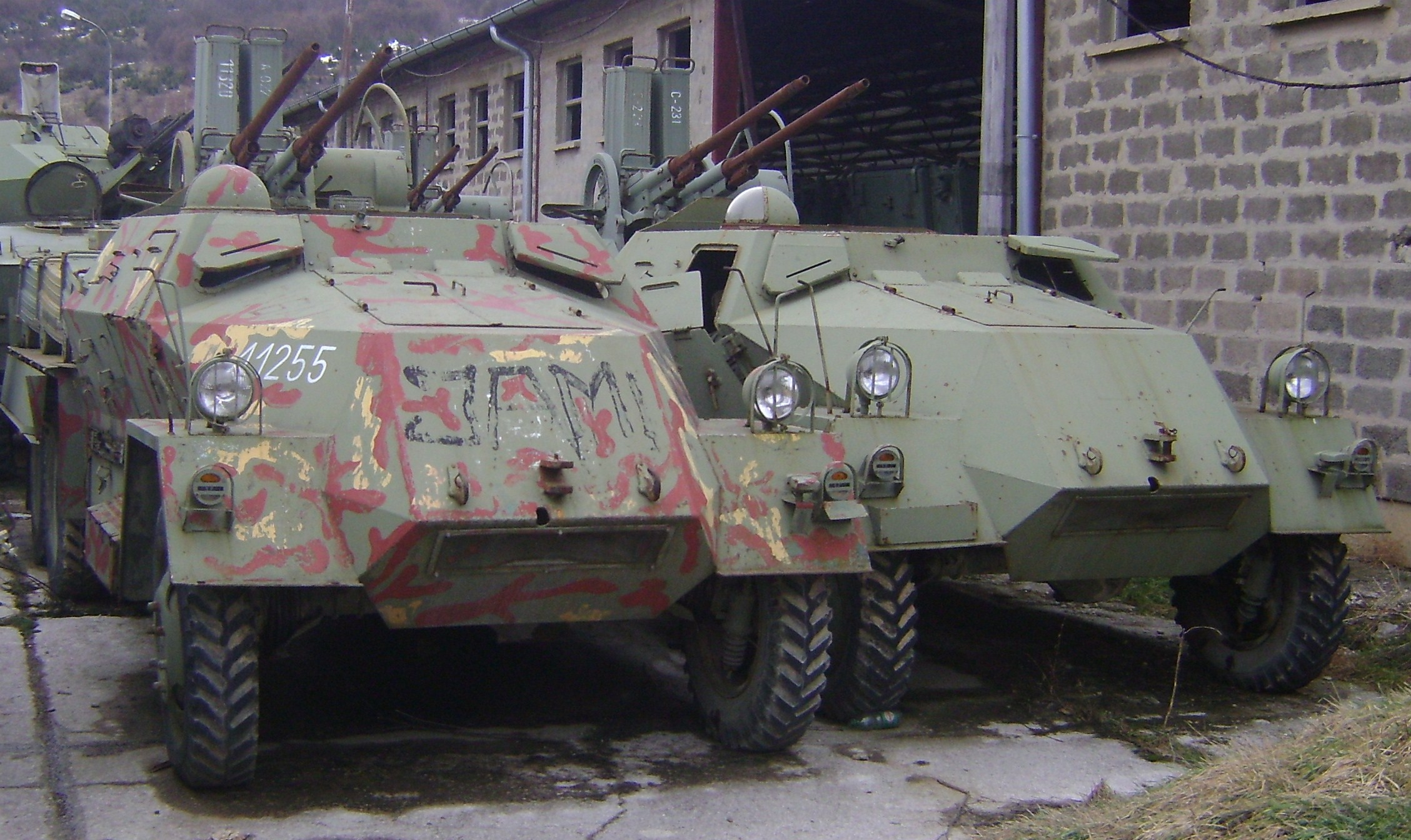
M53-59 der VRS

- Bosnien und Herzegowina
- Irak
- Kroatien
- Libyen
- Serbien
- Slowakei
- Tschechien